# 熊谷市役所
熊谷市役所（くまがやしやくしょ）は、日本の地方公共団体である埼玉県熊谷市の執行機関としての事務を行う施設（役所）である。2008年3月28日までは総合支所方式（本庁舎と各行政センター）であった。翌開庁日（3月31日）より分庁舎方式に転換された。
今後計画されている本庁舎の建て替え計画によれば、埼玉県が整備する北部地域振興交流拠点との合同庁舎とするため調整中で、また分庁舎に分散された部署を新庁舎へ再集約し、再び総合支所方式に戻す予定となっている。

## 本庁舎

### アクセス
- 市役所通り北端、北大通り交差部
- ゆうゆうバス グライダー号・くまぴあ号・直実号 市役所前停留所（市役所正面ロータリー内）下車
- 国際十王バス・朝日バス KM11・12,14〜17,23・24,51〜53,61〜65各系統 局前停留所下車、徒歩約5分
ただし、熊谷うちわ祭・えびす祭等で国道17号を迂回運行する場合は、市役所前停留所（商工会館前に所在）が臨時開設される。以前は、定期運行で市役所前停留所を経由する路線があったが現在は廃止されている。
- 熊谷駅から、徒歩10～15分

### 沿革
- 1933年 - 熊谷町が市制施行で熊谷市となり、熊谷市役所となる。
- 1973年 - 市役所移転。
- 2005年 - 大里町・妻沼町と合併し新しい熊谷市となり、旧熊谷市役所をそのまま熊谷市役所とした。
- 2008年 - 分庁舎方式への転換により、一部課を各分庁舎へ移転する。
- 2016年 - 耐震改修工事を実施。

耐震工事は行ったものの老朽化は深刻なため、将来埼玉県主体で整備される「北部地域振興交流拠点」（市役所通りと国道17号の交点、現コミュニティひろば）への分庁舎方式の解消も視野に入れた統合移転が検討されており、県と市で整備議論が進められているほか、市民有志を募ったワークショップでそもそもの市庁舎整備のあり方についても話し合われている。

### 所在する部署
- 市長公室
  - 秘課
  - 調査課
- 総合政策部
  - 企画課
  - 行政改革推進室
  - 財政課
  - 人権政策課
  - 情報政策課
  - 広報広聴課
- 総務部
  - 庶務課
  - 職員課
  - 市民税課
  - 資産税課
  - 納税課
- 市民部
  - 市民活動推進課
  - 市民課
  - 保険年金課
  - 安心安全課
  - 危機管理室
- 福祉部
  - 福祉課
  - 長寿いきがい課
  - 障害福祉課
  - こども課
  - 保育課
- 産業振興部
  - 産業振興課
  - 商業観光課
- 建設部
  - 管理課
  - 道路課
  - 維持課
  - 河川課
  - 下水道課
  - 営繕課
- 契約室
- 出納室
- 議会事務局
- 教育委員会事務局
  - 教育総務課
  - 学校教育課
  - 社会教育課
  - 保健体育課
  - 高校総体推進室
- 選挙管理委員会事務局
- 監査委員事務局
- 農業委員会事務局

### 開庁時間（窓口）
- 平日：8時30分から17時15分
- 土曜日：8時30分から17時15分（市民課・総合窓口）

### 放送送信設備
本庁舎屋上にコミュニティFMのFM.クマガヤの送信所が設置されている。2020年8月11日にアズ熊谷屋上から移設された。
| 放送局名    | コールサイン | 周波数  | 空中線電力 | ERP   | 放送対象地域         | 放送区域内世帯数                        | 開局日 |
| ----------- | ------------ | ------- | ---------- | ----- | -------------------- | --------------------------------------- | ------ |
| FM.クマガヤ | JOZZ3CQ-FM   | 87.6MHz | 20W        | 18.5W | 熊谷市、行田市の一部 | 熊谷市 約54,946世帯 行田市 約26,015世帯 | -      |

## 大里庁舎

### アクセス
- 県道冑山熊谷線沿い
- ゆうゆうバスひまわり号 大里行政センター前停留所下車

### 沿革
- 1955年 - 大里村設立。
- 1983年 - 新役場完成。
- 2002年 - 町制施行で大里町となり、大里町役場となる。
- 2005年 - 熊谷市・妻沼町と合併し新しい熊谷市となり、旧大里町役場の1階を熊谷市大里行政センターとして使用開始する。
- 2008年 - 分庁舎方式への転換により、旧大里町役場の建物は大里庁舎となる。本庁舎より一部課が移転される。

### 所在する部署
- 大里行政センター
  - 総務税務課
  - 市民福祉課
  - 産業建設課
  - 出納室大里分室
- 都市整備部
  - 都市計画課
  - 開発審査課
  - 建築審査課
  - 公園緑地課

### 開庁時間（行政センター）
- 平日のみ8時30分から17時15分

## 妻沼庁舎

### アクセス
- 国道407号妻沼バイパス沿い
- 朝日バス KM51〜53,65 妻沼行政センター前停留所下車、徒歩3分
- ゆうゆうバス グライダー号・グライダーワゴン 妻沼行政センター停留所下車（敷地内乗入）

### 沿革
- 1889年 - 妻沼町設立。
- 1891年 - 妻沼町役場移転。
- 1983年 - 新庁舎完成。
- 2005年 - 熊谷市・大里町と合併し新しい熊谷市となり、旧妻沼町役場の1階を熊谷市妻沼行政センターとして使用開始する。
- 2008年 - 分庁舎方式への転換により、旧妻沼町役場の建物は妻沼庁舎となる。本庁舎より一部課が移転される。

### 所在する部署
- 妻沼行政センター
  - 総務税務課
  - 市民環境課
  - 福祉課
  - 産業建設課
  - 出納室妻沼分室
- （産業振興部）本体は本庁舎
  - 農業振興課
  - 農地整備課

### 開庁時間（行政センター）
- 平日：8時30分から17時15分
- 土曜日：8時30分から12時30分（市民環境課・総務税務課）

## 江南庁舎

### アクセス
- 県道熊谷小川秩父線大沼公園付近より北方向
- ゆうゆうバス ほたる号 江南行政センター停留所下車
- 国際十王バス KM14-18 熊谷駅 - 大沼公園・県立循環器呼吸器病センター・小川町駅各線 大沼公園停留所下車、徒歩約3分

### 沿革
- 1965年 - 江南村設立。
- 1985年 - 町制施行で江南町となり、江南町役場となる。
- 1999年 - 新庁舎完成。
- 2007年 - 熊谷市に合併し、旧江南町役場の1階を熊谷市江南行政センターとして使用開始する。
- 2008年 - 分庁舎方式への転換により、旧江南町役場の建物は江南庁舎となる。本庁舎より一部課が移転される。

### 所在する部署
- 江南行政センター
  - 総務税務課
  - 市民福祉課
  - 産業建設課
  - 出納室江南分室
- 環境部
  - 環境政策課
  - 廃棄物対策課
  - 環境衛生課

### 開庁時間（行政センター）
- 平日のみ8時30分から17時15分

## 各庁舎以外の施設に所在する部署

### 市民部 男女共同参画室
- 熊谷市筑波3-202 ティアラ21 4階
- 熊谷駅東口直結

### 市民部 健康づくり課
- 熊谷市箱田1-2-39 熊谷市保健センター内
- 北大通り さいたま地方検察庁熊谷支部付近より北方向
- ゆうゆうバス 直実号 熊谷保健センター入口停留所下車、徒歩約1分／グライダー号 裁判所前停留所下車、徒歩約3分
- 朝日バス KM51,61-65 さくら町通り停留所または気象台入口停留所下車、徒歩約5分

### 環境部 環境美化センター
- 熊谷市肥塚1125
- 国道17号熊谷バイパス 柿沼肥塚立体中間地点付近より北方向
- 国際十王バス KM31-34 上川上入口停留所下車、徒歩約7分
- 朝日バスKM61-65 天神山停留所または柿沼停留所下車、徒歩約7分

### 都市整備部 土地区画整理西部事務所
- 熊谷市西別府1993番地2
- 県道新堀尾島線沿い、別府中学校より北方向
- ゆうゆうバス グライダーワゴン 安楽寺入口停留所下車、徒歩約3分

### 都市整備部 土地区画整理中央事務所
- 熊谷市中西4-20-15
- 県道熊谷羽生線 熊谷総合病院付近裏手方向
- ゆうゆうバス グライダー号 銀座保育所北停留所下車、徒歩約5分

### 水道部（水道庁舎）
- 所在する部署：営業課・工務課
- 熊谷市原島1031 東部浄水場内
- 国道407号妻沼バイパス ヤマダ電機熊谷本店前の交差点から東方向 / 県道太田熊谷線 イエローハット熊谷店付近から西方向
- ゆうゆうバスくまぴあ号、原島東停留所下車、徒歩約5分
- 国際十王バス KM23・24 熊谷警察署前停留所下車、徒歩約10分
- 朝日バス KM61-65 遠新田停留所下車、徒歩約15分
- 朝日バス KM51 大原中学校北停留所下車、徒歩約10分

### 建設部 維持課 分室
- 熊谷市代1350-1
- スポーツ・文化村「くまぴあ」北方
- ゆうゆうバスくまぴあ号 くまぴあ前停留所下車、徒歩約3分
- 朝日バス KM51-53 テレビ熊谷前停留所下車、徒歩約10分

### 教育委員会事務局 社会教育課 文化財保護係
- 熊谷市千代329 江南文化財センター内
- 江南総合文化会館ピピア南側
- ゆうゆうバス ほたる号 江南総合文化会館ピピア前停留所下車
- 国際十王バス KM14-18 大沼公園停留所下車、徒歩約5分

### 教育委員会事務局 社会教育課 市史編さん室
- 熊谷市妻沼東1-1 妻沼展示館内
- 妻沼公民館敷地内
- 朝日バス KM51-53 ニュータウン入口停留所下車、徒歩約3分

### 教育委員会 大里事務所
- 熊谷市津田1-1 大里生涯学習センター内
- 大里体育館隣接
- ゆうゆうバスひまわり号 大里行政センター停留所下車

### 教育委員会 妻沼事務所
- 熊谷市妻沼東1-1 妻沼公民館内
- 朝日バス Km51-53 ニュータウン入口停留所下車、徒歩約3分

### 教育委員会 江南事務所
- 熊谷市千代325-1 江南総合文化会館ピピア内
- ゆうゆうバス ほたる号 江南総合文化会館ビピア前停留所下車、徒歩約1分
- 国際十王バス KM14-18 大沼公園停留所下車、徒歩約5分

### パスポートセンター
- 熊谷市筑波3-202 ティアラ21 4階
- 熊谷駅東口直結

### 消防本部
- 熊谷市原島675番地1
- 国道407号妻沼バイパス沿い
- 朝日バス KM51-53 テレビ熊谷前停留所下車、徒歩約1分
- ゆうゆうバス くまぴあ号 代停留所下車、徒歩約3分

### 商業観光課 熊谷駅観光案内所
- 熊谷市筑波2丁目112
- 熊谷駅自由通路（JR東日本びゅうプラザ跡地）
- 2025年3月21日開設[8]。運営：熊谷市観光協会。

## 出張所・駅連絡所

### さくらめいと出張所
2019年1月4日開設
- 熊谷市拾六間111-1 熊谷文化創造館 さくらめいと敷地内（別棟）
- ゆうゆうバス さくら号 熊谷文化創造館停留所下車、徒歩約2分

### 熊谷駅連絡所
- 熊谷市筑波2丁目112
- 熊谷駅正面口（北口）
- 観光案内所を兼ねていたが、2025年3月21日付で分離[8]。

### 籠原駅連絡所
- 熊谷市新堀709-1
- 籠原駅北口

### かつての出張所
旧熊谷市時代に合併した旧村単位で設置されていたが、2018年末を以て閉鎖され、さくらめいと出張所が代わりに設置された。
- 中条出張所（旧中条村）
- 奈良出張所（旧奈良村）
- 別府出張所（旧別府村）
- 三尻出張所（旧三尻村）
- 吉岡出張所（旧吉岡村）
- 星宮出張所（旧星宮村）
- 久下出張所（旧久下村）
- 佐谷田出張所（旧佐谷田村）
- 大麻生出張所（旧大麻生村）
- 玉井出張所（旧玉井村）